# Nestor Paiva

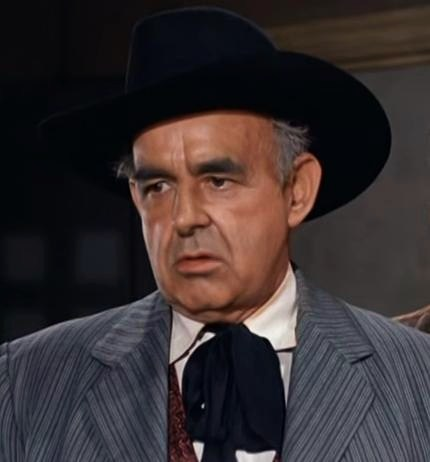
Nestor Paiva i Bröderna Cartwright 1960.

Nestor Paiva, född 30 juni 1905 i Fresno, Kalifornien, död 9 september 1966 i Hollywood, Kalifornien, var en amerikansk skådespelare. Paiva medverkade i över 250 filmer.

## Filmografi i urval
- 1941 – Natten är så kort...
- 1945 – Aladdins Äventyr
- 1945 – Sydstataren
- 1950 – Ung man med trumpet
- 1951 – The Great Caruso
- 1954 – Skräcken i Svarta lagunen
- 1955 – Morgondagen är vår
- 1955 – Frisco Bay
- 1956 – The Mole People
- 1958 – Billy the Kid